# Артерія м'яза-підіймача яєчка
Артерія м'яза-підіймача яєчка  (лат. arteria cremasterica) (кремастерна артерія, зовнішня сім'яна артерія) — гілка нижньої епігастральної артерії, проходить у складі сім'яного канатику і постачає м'яз-підіймач яєчка та оболонки сім'яного канатику, анастомозує з артерією яєчка. У жінок кремастерна артерія має дуже малий просвіт та супроводжує круглу зв'язку матки.